# 戊地国
戊地国，粟特九姓胡所建的国家，昭武九姓诸国之一。
《隋书·安国传》作毕国，《新唐书·西域传》、《大唐西域记》作戊地国，亦作伐地国。唐朝又称之为西安国。今名拜城（Betik）。故址位于今阿姆河西岸之毕地，泽拉夫尚河下游的一条支流旁，土库曼斯坦列巴普州土库曼纳巴德，一说在乌兹别克斯坦布哈拉西南55公里，是古代从布哈拉前往呼罗珊阿木勒渡口的必经要道。戊地国无君长，为安国所统。南北朝、隋朝时戊地国和中国有交通往来。唐朝设伐地州。